# Vrijwillig filiaalbedrijf
Bij het vrijwillig filiaalbedrijf sluit een aantal zelfstandige detaillisten zich aan bij een grote organisatie, bijvoorbeeld Spar. De organisatie koopt dan centraal in en de aangesloten winkels gebruiken dezelfde winkelformule en maken op dezelfde manier reclame. Deze vorm lijkt sterk op franchise, maar binnen het vrijwillig filiaalbedrijf ligt de nadruk meer op samenwerken en het zelfstandig ondernemerschap. Dit in tegenstelling tot franchise waar de formule vaak strikter gehanteerd dient te worden en het ondernemerschap zich beperkt tot het invullen van de formule.